# هوغو غوتيريز
هوغو غوتيريز (بالإسبانية: Hugo Gutiérrez)‏ (16 ديسمبر 1991 بروساريو في الأرجنتين - ) هو لاعب كرة قدم أرجنتيني في مركز الهجوم. لعب مع .

## وصلات خارجية
- هوغو غوتيريز على موقع قاعدة بيانات كرة القدم.إي يو (الإنجليزية)